# Grekland i Eurovision Song Contest 2016

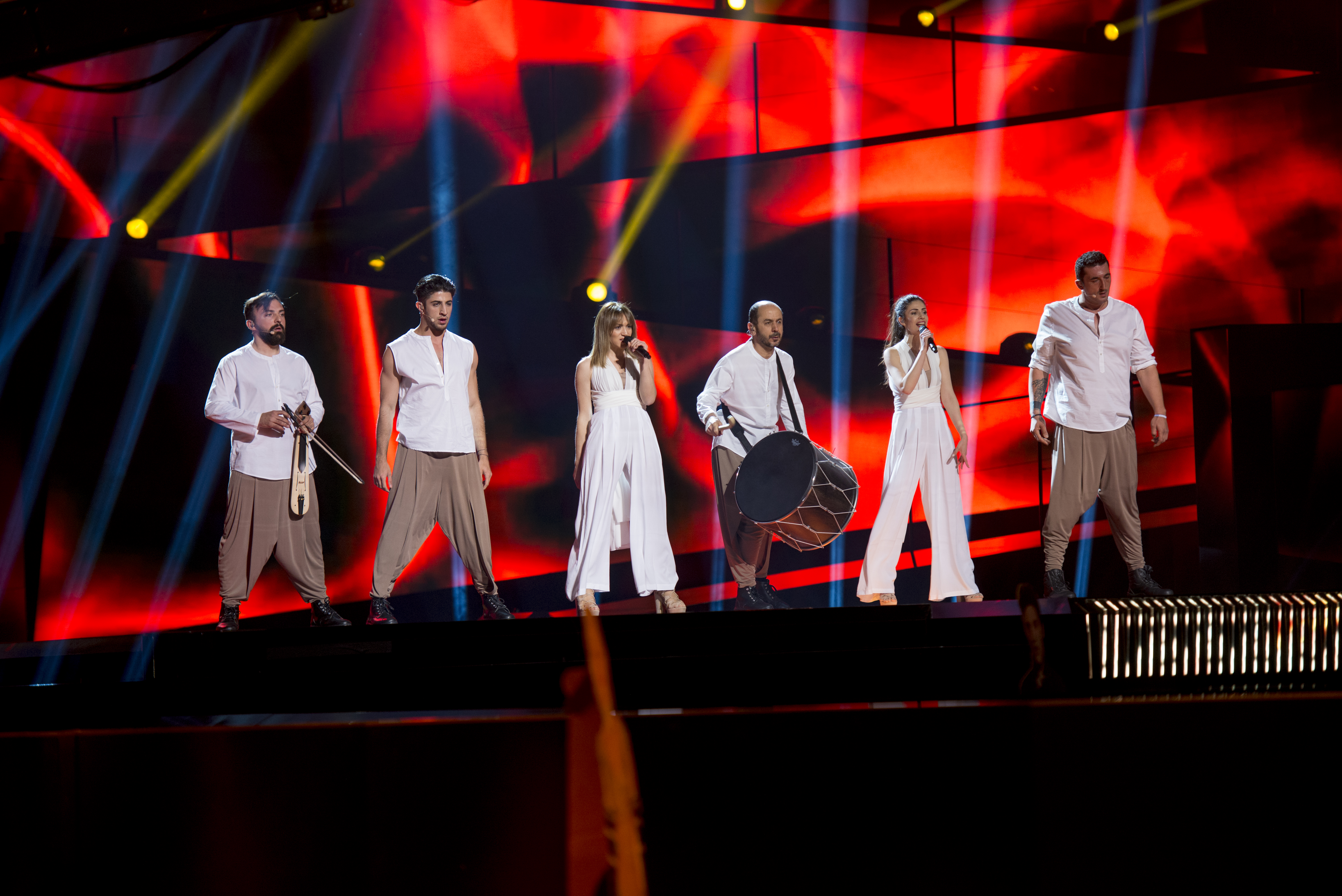

Grekland deltog i Eurovision Song Contest 2016 i Stockholm, Sverige. Landet representerades av gruppen Argo med låten "Utopian Land".
Greklans TV-bolag ERT bekräftade sitt deltagande 28 augusti 2015. 2 februari 2016 meddelade ERT att man kommer att välja sitt bidrag internt. Detta blev första gången sedan 2004 Grekland använder internval. Texten till låten "Utopian Land" handlar om flyktingkrisen och de ekonomiska svårigheter som Grekland står inför, men låten är ändå glad och positiv.

## Under Eurovision
Landet deltog i SF1 där man senare inte lyckades nå finalen.